# 1987 à la télévision
| Années de la télévision : 1984 - 1985 - 1986 - 1987 - 1988 - 1989 - 1990    |
| Décennies de la télévision : 1950 - 1960 - 1970 - 1980 - 1990 - 2000 - 2010 |

Cet article présente les faits marquants de l'année 1987 à la télévision.

## Évènements
- 3 février : Les concessions de la société France Cinq (La Cinq) sur le cinquième réseau hertzien français et de TV6 sur le sixième réseau sont résiliées par la CNCL.
- 23 février : La concession sur le cinquième réseau hertzien français est attribuée à la société d'exploitation de La Cinq (Groupe Socpresse et Silvio Berlusconi) par la CNCL et celle sur le sixième réseau à la société Métropole Télévision (Groupe Lyonnaise des Eaux et CLT).
- 28 février : TV6 diffuse sa dernière émission et cesse d'émettre.
- 1er mars : Naissance à 11h15 de la chaîne de télévision M6 en France.
- 6 avril : Privatisation de TF1 par le gouvernement de Jacques Chirac ; la CNCL autorise le Groupe Bouygues à prendre une participation à hauteur de 50 % du capital et à diffuser pour une durée de dix ans.
- 16 avril : Remise d'un chèque de 3 milliards de francs par Bouygues pour l'achat de TF1.
- 26 avril : Naissance à Curitiba (Brésil) de la chaîne de télévision Rede Independência de Comunicação
- Juillet : Les 50 % restants du capital de TF1 sont mis en vente en Bourse.
- 12 septembre : Naissance de RTL-TVI, la première chaîne privée en Belgique.
- 15 au 16 octobre : Première édition du Festival International des Programmes Audiovisuels (FIPA) à Cannes.
- 20 décembre : Diffusion du film inédit Alice au pays des merveilles au bout de 35 ans de sortie sur Canal+.

## Émissions
- 5 janvier : Première de l'émission La Roue de la fortune sur TF1.
- 11 janvier : Première de l'émission Zappe ! Zappeur sur TF1.
- 26 janvier : Première de l'émission La Classe (émission de télévision) sur FR3.
- 7 mars : Première de l'émission Turbo sur M6.
- 13 avril : Première de l'émission Matin Bonheur sur Antenne 2.
- 24 juin :  Dernière de l'émission Vitamine (émission de télévision) sur TF1.
- 26 juin : 
  - Dernière de l'émission Direct Gildas sur Canal +.
  - Dernière de l'émission Cocoricocoboy sur TF1.
- 27 juin : Dernière de l'émission Temps X sur TF1.
- 30 août : Dernière de l'émission Zappe ! Zappeur sur TF1.
- 31 août : Première de l'émission Nulle part ailleurs sur Canal +.
- 2 septembre :  
  - Première de l'émission Club Dorothée sur TF1.
  - Première de l'émission Sacrée Soirée sur TF1.
- 5 septembre : Dernière de l'émission Croque-vacances sur TF1.
- 6 septembre : 
  - Première de l'émission Dorothée Dimanche sur TF1.
  - Le Jour du Seigneur (émission de télévision) passe de TF1 à Antenne 2.
- 12 septembre : 
  - Première de l'émission L'Assiette anglaise sur Antenne 2.
  - Retour de l'émission Samedi est à vous sur TF1.
- 17 septembre : 
  - Première de l'émission Le Monde en face (émission de télévision) sur TF1.
  - Première de l'émission Ushuaïa, le magazine de l'extrême sur TF1.
- 19 septembre : Première de l'émission Reportages (émission de télévision) sur TF1.
- 30 septembre : Première de l'émission La Marche du siècle sur FR3.
- 17 octobre : L'émission Culture Pub passe de Paris-Première à M6.
- 7 novembre : Première de l'émission Les Mariés de l'A2 sur Antenne 2.
- 4 et 5 décembre : Première du Téléthon sur Antenne 2.
- 13 décembre : 
  - Première de l'émission Le Juste Prix  sur TF1.
  - Première de l'émission Téléshopping sur TF1.
- 26 décembre : Première et Dernière de l'émission Dorothée Show sur TF1.
- 31 décembre : Miss France 1988 sur FR3.

## Séries télévisées
- 18 janvier - sur Antenne 2 (France) - L'Ami d'enfance de Maigret dans la série Maigret (Jean Richard).
- 1 mars : Première diffusion en France - Princesse Sarah sur (La Cinq) dans l'émission Youpi ! L'école est finie.
- 12 avril - Lancement de la série américaine 21 Jump Street. Elle ne sera diffusée en France qu'à partir du 2 janvier 1990.
- 5 avril - Aux États-Unis, première apparition des Bundy dans la série Mariés, deux enfants.
- 6 avril - Au Japon, lancement de la série d'animation Nicky Larson (série télévisée d'animation) sur Yomiuri TV.
- 19 avril - Aux États-Unis, première apparition de courts-métrages des Simpson dans le The Tracey Ullman Show sur la chaîne Fox.
- 5 septembre - sur TF1 en France - Marc et Sophie.
- Dernière saison de Hill Street Blues.

## Feuilletons télévisés
- 23 mars - Première saison du célèbre feuilleton télévisé Amour, Gloire et Beauté qui compte maintenant plus de 34 saisons.

## Distinctions

### Sept d'or(France)
- Meilleure comédienne : Rosy Varte (Maguy)
- Meilleur réalisateur de direct : Maurice Dugowson (Droit de réponse: l'esprit de contradiction)
- Meilleur technicien photo : André Neau
- Meilleur technicien son : Michel Hubert Delisle
- Meilleure émission musicale : Le grand échiquier
- Meilleur technicien décor : Serge Sommier
- Meilleure émission de variétés : Champs-Elysées
- Meilleur technicien montage : Nicole Pellegrin
- Meilleure speakerine : Gilette Aho
- Meilleure émission d'humour : Objectif : Nul
- Meilleur feuilleton, série ou collection : Michel Wyn (Félicien Grevèche)
- Meilleur animateur : Bernard Pivot & Michel Drucker
- Meilleur auteur : Jean-Claude Carrière (Les étonnements d'un couple moderne)
- Meilleure magazine culturel ou artistique : Apostrophes
- Meilleur journaliste ou reporter : Philippe Alfonsi
- Meilleur téléfilm : Pierre Boutron (Les étonnements d'un couple moderne)
- Meilleur spot publicitaire : Georges Lautner (Perrier)
- Meilleur présentateur du journal télévisé : Bernard Rapp

## Principales naissances
- 16 janvier : Jake Epstein, acteur canadien.
- 3 février : Gérémy Crédeville, humoriste, comédien et chroniqueur français.
- 21 février : Elliot Page, acteur canadien.
- 9 juillet : Élodie Fontan, actrice et mannequin française.
- 29 juillet : Génesis Rodríguez, actrice américaine.
- 25 août : Blake Lively, actrice et mannequin américaine.

## Principaux décès
- 3 mars : Danny Kaye, chanteur, humoriste et acteur américain (° 18 janvier 1911).
- 3 avril : Robert Dalban, comédien (° 19 juillet 1903).
- 24 juin : Jackie Gleason, acteur compositeur, producteur, scénariste et réalisateur américain (° 26 février 1916).
- 11 septembre : Lorne Greene, acteur et producteur canadien (° 12 février 1915).